# 楊嚴
杨严（9世纪？—878年），字凛之，唐朝同州冯翊人，高祖杨悟虚，应贤良制科擢第，官至錢塘令、朔州司马。曾祖杨幼烈，官至宁州司马。祖父杨藏器，官至邠州三水县丞。父亲杨遗直，官至濠州录事参军。家中世代为儒，杨遗直客居苏州，杨严是杨遗直第四子，其兄楊發、楊假、杨收。

## 生平
杨严会昌四年（844年）进士擢第。当时仆射王起主持贡部，选士三十人，杨严与杨知至、窦缄、源重、郑朴五人试文合格，朝议以他们都是高官子弟，王起覆奏。唐武宗下敕：“杨严一人可及第，其他四人落下。”杨严出任节度幕府。杨严为渭南尉、集贤校理，代杨收之任。周墀罢相，为东川节度使，表杨严为掌书记。周墀至东川去世，杜悰辟杨严为观察判官。兄弟同在幕府，为两使判官，时人以他们为荣。杨严自扬州从事入朝为监察御史。咸通年间，历任吏部员外郎、吏部郎中、给事中。咸通六年（865年）二月，以给事中杨严为工部侍郎，不久以本官充翰林学士。杨收为相，杨严请任外职，于是出任越州刺史、御史中丞、浙东团练观察使。咸通九年（868年）十月，杨收罢相贬官，杨严贬为邵州刺史（一作韶州刺史）。杨收昭雪，杨严转任吉王傅。咸通十四年（873年）九月，前宣歙观察使杨严为给事中。乾符四年（877年），官至兵部侍郎。乾符五年（878年），判度支。同年病故。

## 子孙
- 子：杨涉，字文川
  - 孙：楊凝式
- 子：楊注，字文臺
- 子：杨洞，字文遠